# Road Harbour
Road Harbour situé à Road Town est le port de commerce des Îles Vierges britanniques. Un certain nombre de marinas plus petites entourent le port, telles que la marina Road Reef et la marina Fort Burt, un mouillage pour la nuit, les bureaux de la douane et d'immigration. Les ferries inter-îles s'arrêtent à l'embarcadère situé à l'extrémité nord-ouest de Road Harbour, à côté de la douane. Road Harbour est assez vaste et profond pour accueillir de nombreux navires de croisière qui font de Tortola un port d'escale.
L'entrée par la mer à Road Harbour est simple, bien que de nombreux bateaux continuent de s'échouer sur le banc de sable du côté de Reef/Fort Burt du port, à l'entrée.